# Antonio de Villarroel

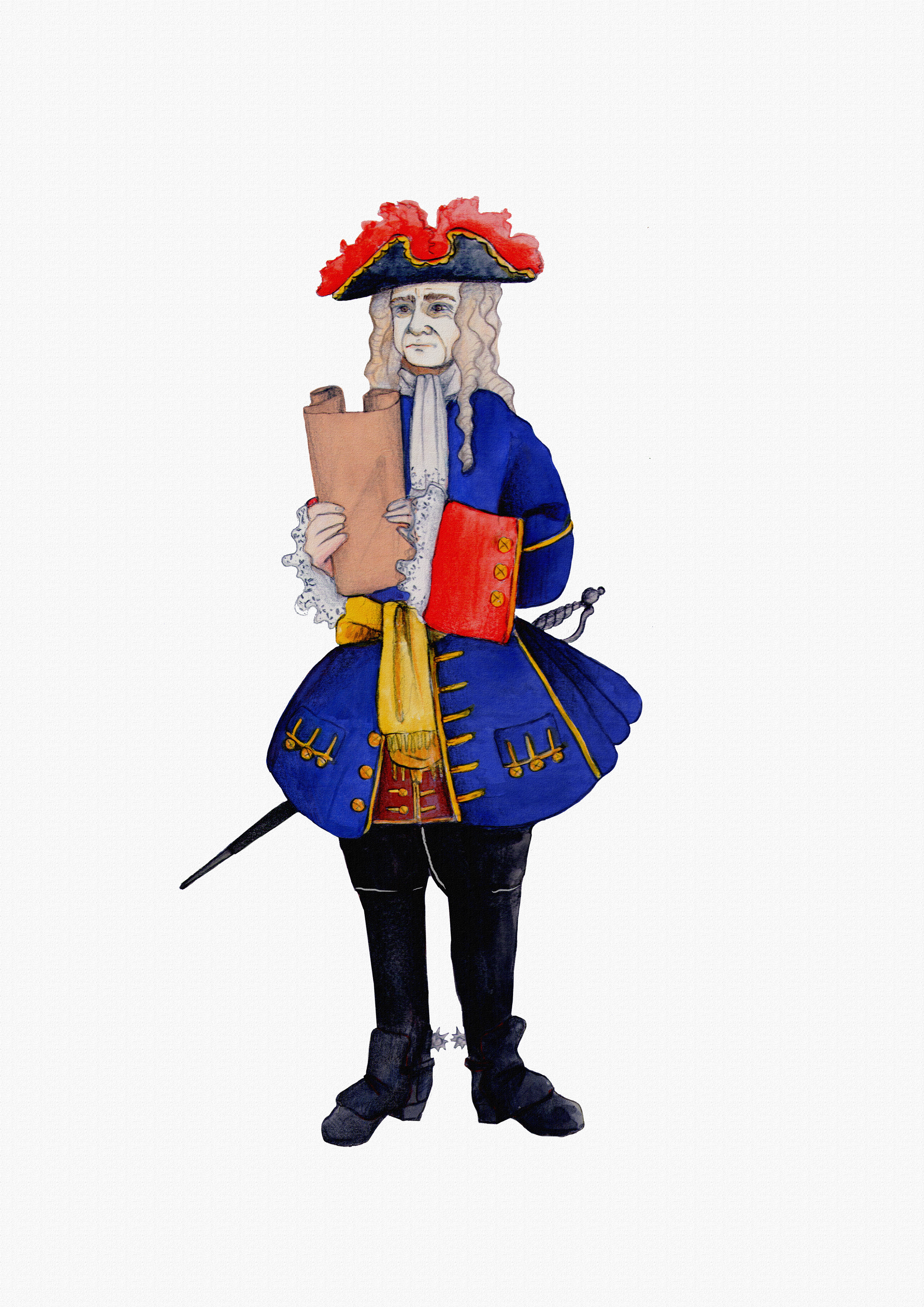
Representación de Villarroel, según dibujo del, con el traje militar completo que llevaba durante la campaña de 1713-1714 como jefe del ejército austracista.

Antonio de Villarroel y Peláez (Barcelona, 1656-La Coruña, 1726) fue un militar español al servicio de Felipe V hasta 1710 durante la guerra de sucesión española. Tras la caída en desgracia del duque de Orleans, se pasó a la causa austracista y se le mantuvo el grado de teniente mariscal. En 1713 fue nombrado general comandante del Ejército de Cataluña.
Nació en Barcelona, donde estaba destinado su padre, el militar Francisco de Villarroel. Tradicionalmente se ha afirmado que su padre era originario de la localidad orensana de Villanueva de los Infantes, en Celanova, aunque recientemente han aparecido fuentes que atestiguan que procedía de la villa homónima en La Mancha. Su madre era Catalina Peláez.

## Carrera militar
Ingresó joven en el ejército, y en 1697 defendió Barcelona contra los franceses. Al comenzar la Guerra de Sucesión, formó parte del ejército de Felipe V. Sin embargo, al caer en desgracia el duque de Orleans marchó a Galicia, donde se adhirió a los aliados austriacistas. Fue nombrado teniente mariscal por el archiduque Carlos.
Se distinguió en la batalla de Villaviciosa, adversa a las armas austracistas, así como en la ingrata tarea de la evacuación de Aragón (1711). Nombrado comandante supremo de las fuerzas austracistas por los Tres Comunes de Cataluña, organizó la defensa de Barcelona. Formalizado el sitio de la ciudad por las tropas del duque de Populi, que la bombardeó para atemorizar a los habitantes, Villarroel hizo replicar con la artillería. Con poco más de 5000 hombres, de los que unos 3500 eran miembros de la milicia gremial, durante el curso de la guerra tuvo que vigilar el estado de las débiles defensas de Barcelona. Para rechazar los asaltos que padecía la ciudad (julio del 1714), organizó, junto con Josep Bellver, una salida rápida, que fue rechazada por las tropas francesas al mando del duque de Berwick, que había sustituido a Popoli al mando del sitio. Los sitiadores disponían de unos 40 000 hombres.
Pero los ataques borbónicos abrieron nuevas brechas, lo que indujo a Villarroel a convocar un consejo de guerra (1 de septiembre), a espaldas de los consejeros de la ciudad, en el cual sugirió, en vista del estado desesperado de las defensas, la conveniencia de capitular y de aceptar el ofrecimiento del duque de Berwick.
Pero Casanova y el resto de los consejeros se opusieron, y Villarroel intentó dimitir. Pero, ante el asalto decisivo del 11 de septiembre, preparó su columna y prosiguió la defensa de la ciudad. Finalmente, fue herido y quedó fuera de combate. Habiendo caído herido también Rafael Casanova, el coronel Ferrer, apoderado del lugarteniente de Mallorca, fue a ver a Villarroel, quien expuso que era de la opinión de capitular antes de la noche, para ahorrar a la ciudad los horrores del combate. Entonces tomó la decisión, bajo su responsabilidad, de que tocaran a capitulación. Pese a las seguridades dadas en esta por las fuerzas borbónicas atacantes, los veinticinco líderes militares de la defensa de Barcelona, entre los que se encontraba el mismo Villarroel herido, fueron encarcelados.

## Encarcelamiento y muerte
Villarroel fue encarcelado en el castillo de Alicante. Respecto a sus últimos años y muerte existen dos versiones diferentes.
Tradicionalmente se cree que Villarroel fue liberado del Alcázar de Segovia a raíz de la paz de Viena y que habría vivido de la pensión vitalicia que le habría concedido el archiduque Carlos, ya emperador del Sacro Imperio Romano Germánico. Según esta versión Villarroel vivió dignamente y con tranquilidad en tierras castellanas hasta su muerte en 1742.
Por otro lado, los historiadores Antoni Muñoz y Josep Catà defienden en una obra de 2009 que Villarroel fue trasladado a La Coruña un mes más tarde de su llegada a Alicante. Allí habría sido encarcelado en condiciones durísimas, dado que supuestamente el agua entraba en su celda con las mareas, lo que le habría provocado una parálisis en ambas piernas. Según estos autores Villarroel murió el 22 de febrero de 1726.

## Representación en la literatura
Albert Sánchez Piñol da vida a Antonio de Villarroel en su novela histórica Victus (2012), el cual se desarrolla en parte durante el Sitio de Barcelona (1713-1714).[cita requerida]